# Ichirō Masuda
Ichirō Masuda (jap. 増田 一郎, Masuda Ichirō; * 1933) ist ein japanischer Jazzmusiker (Vibraphon).
Ichirō Masuda arbeitete in der japanischen Jazzszene ab den 1960er-Jahren u. a. in der Formation Swing Session (der u. a. Eiji Kitamura, Kazuo Yashiro, Martha Miyake und Muneyoshi Nishiyo angehörten); 1965 legte er in Quartettbesetzung sein Debütalbum Kayō Hit Soft Touch (歌謡ヒット・ソフト・タッチ; Nippon Columbia) vor.
In den 1970er-Jahren spielte er außerdem mit Okihiko Sugano (Session, Yamaha, 1972), Teddy Wilson, Yuzuru Sera, Satoru Oda, Takeshi Inomata, in den 80er- und 90er-Jahren weiterhin bei Eiji Kitamura, außerdem mit Hidehiko Matsumoto, Raymond Conde, Ray Brown (Bye bye Blackbird, 1984), Akitoshi Igarashi.
Anfang 1976 hatte er eine Aufnahmesession mit Hank Jones (The Song Is Ended (Victor), an der Masanaga Harada und Taketoshi Igarashi mitwirkten); 1977 folgte eine Studio-Begegnung mit Ray Brown (The Most Special Joint (Victor), mit Cedar Walton, Billy Higgins). Ab 1978 veröffentlichte er eine Reihe von Songbook-Alben mit Musik von Richard Rodgers, Cole Porter und Irving Berlin. Laut Tom Lord war er im Bereich des Jazz zwischen 1970 und 1992 an 42 Aufnahmesessions beteiligt, zuletzt mit Takeshi Inomata (Fever). Er nahm auch ein Album mit Milt Jackson (Plays with Ichiro Masuda Quartet) auf.

## Diskographische Hinweise
- My Way (Full House, 1977), mit Keiko Nemoto, Yoichi Kobayashi, Taketoshi Igarashi
- Bewithed: Richard Rodgers Song Book (Trio Records), mit Yoichi Kobayashi, Hiroshi Sunaga, Keiko Nemoto
- Cole Porter Song Book (Trio, 1978), mit Keiko Nemoto, Ikuo Shiozaki, Yoichi Kobayashi, Takeshi Inomata
- Cheek to Cheek: Irving Berlin Songbook (King)
- Hello Dolly (Lob, 1981), mit Keiko Nemoto, Koji Toyama, Jun Shimizu
- The Swing Session (union Jazz, 1982), mit Eiji Kitamura, Akira Miyazawa, Teddy Wilson, Koji Toyama, Isamu Harada
- NHK-FM Live Session '92 (GML, 1992)
- Remembering Bags (Three Blind Mice, ed. 2001)